# Capnocytophaga
Capnocytophaga är ett bakteriesläkte som ingår i familjen Flavobacteriaceae och som 2020 omfattar 11 arter, ett antal som kan komma att ändras då de taxonomiska utredningarna ej är slutförda.

## Beskrivning av släktet
Capnocytophaga-släktet utgörs av gramnegativa stavbakterier som växer sakta. Vanligtvis krävs 2–5 dygn även på särskilt anrikade odlingsmedier som antibiotikafria agarplattor avsedda för odling av gonokocker. Bakterierna kan variera i utseende vid mikroskopi men är ofta lätt spolformade, mot ändarna rundat avsmalnande med 2,5–5,7 µm längd och 0,4–0,6 µm tjocklek. De saknar kapsel, hölje och flageller och är orörliga, men kan på mjuk agar flyta ut i sin längsriktning, så kallad "gliding". Bakterierna är fakultativt anaeroba och kräver 5–10% koldioxid med mättad luftfuktighet för att växa. Optimal tillväxttemperatur är 35–37°C och tillväxten sker med jäsning av kolhydrater som energikälla och med enkla organiska syror som ättik- och bärnstenssyra som huvudsakliga slutprodukter. Vid både oxidas- och katalastest ger en del arter positivt utslag, medan andra är negativa.

## Typart
Typarten är den oxidas- och katalasnegativa Capnocytophaga ochracea.

## Artbestämning
Den långsamma tillväxttakten och de svaga och ofta oklara biokemiska analysresultaten innebär att molekylärbiologiska metoder som 16S rRNA-PCR används för säker diagnostik.

## Förekomst
Capnocytophaga-bakterier finns som en del i den normala munfloran hos ett flertal däggdjursarter, inklusive människan. Om de förekommer hos fåglar eller växelvarma djurarter är inte utrett, liksom om de förekommer annorstädes i naturen.

## Sjukdomsorsak
De flesta Capnocytophaga-arterna räknas som inte sjukdomsframkallande annat än i sällsynta fall. Några undantag finns och det är framför allt den oxidas- och katalaspositiva C. canimorsus som finns i munnen hos rovdjur, bland andra hundar men även hos katter som kan orsaka mycket allvarliga infektioner med ibland dödlig utgång. Oxidasnegativa arter som C. ochracea har påvisats vid tand- och tandlossningssjukdomar, men deras betydelse i de fallen är osäker. Det finns även för dessa oxidasnegativa arter beskrivet sjukdomsfall med allvarliga infektioner i bland annat hjärtklaffarna och blodkärl med sepsis som följd.